# 达玛烯

δ24-达玛烯

达玛烯（英語：Dammarene）为达玛烷带有一个碳碳雙鍵的衍生物，最常见的为24与25号碳原子之间的双键。
这些化合物常作为皂苷的苷元存在，包括原人参二醇与三醇、达玛烯二醇I和II。

达玛烯二醇 I

达玛烯二醇 II